# László Horváth (femkampare)
László Horváth, född 21 april 1946 i Csorna, Ungern, död 3 juli 2025, var en ungersk idrottare inom modern femkamp.
Han tog OS-silver i lagtävlingen i samband med de olympiska tävlingarna i modern femkamp 1980 i Moskva.